# Tiki 100
 (novembre 2021).
Pour les articles homonymes, voir Tiki (homonymie).
Tiki-100 était un ordinateur domestique / personnel fabriqué par l'entreprise Tiki Data d'Oslo, en Norvège. L'ordinateur a été lancé au printemps 1984 sous le nom d'origine Kontiki-100, et était avant tout destiné au secteur éducatif émergent, en particulier aux écoles primaires. Les premiers prototypes étaient dotés d'une mémoire ROM de 4 Ko, et le chiffre "100" du nom de la machine correspondait à la quantité totale de mémoire en Ko.

## Développement[1]
Le gouvernement norvégien a décidé que les écoles norvégiennes devaient toutes utiliser le même ordinateur standardisé dans l'enseignement. Le Tiki-100 a été développé en réponse directe à cette décision, et a donc été fortement influencé par les spécifications définies par le gouvernement . L'une de ces spécifications les plus influentes était la compatibilité avec CP/M et le processeur Z80.
Conçu comme un ordinateur destiné à l'éducation, l'interactivité était une priorité. La machine était dotée de bonnes capacités audiovisuelles pour l'époque. Alors que les autres ordinateurs éducatifs de l'époque étaient principalement axés sur le BASIC et l'informatique simple, le Tiki-100 était davantage conçu comme un outil d'aide à l'éducation et aux situations de la vie quotidienne. Cela a mis en avant le besoin et les exigences de mémoire pour exécuter des applications plus complexes.
Le premier prototype a été construit en utilisant par wrapping et un boîtier prototype plus grand. Peu après, un prototype a été réalisé sur PCB, et il y a eu très peu de changements entre ce prototype et le produit final. Les changements les plus significatifs ont été le remplacement des commutateurs de clavier Siemens par des commutateurs Sasse moins chers, ainsi que la réorganisation de la connexion de la sortie vidéo analogique. Très peu, voire aucun, ordinateur Tiki-100 révision A ou B n'a jamais atteint les étagères des magasins.
Le Tiki-100 est sorti sous le nom original "Kontiki-100" au printemps 1984. Thor Heyerdahl a menacé de poursuite judiciaire à cause de l'utilisation du nom Kontiki, en référence au nom de son célèbre radeau. Le nom a été changé en "Tiki-100" en conséquence. À peu près à la même époque, le magazine Computerworld a affirmé que le système d'exploitation "KP/M" était une copie directe du CP/M, du fait que KP/M était capable d'exécuter le logiciel CP/M. En réponse à ces affirmations, KP/M a été renommé « Tiko » pour éviter une association directe avec le CP/M et Digital Research.

## Caractéristiques
Spécifications pour le modèle de base Tiki-100 :
- Processeur : Zilog Z80 cadencé à 4MHz.
- Mémoire : 64 Ko de RAM (mémoire principale), 32 Ko de mémoire graphique et 8 Ko de ROM.
- clavier : un clavier mécanique à n-key rollover intégré au boîtier de l'ordinateur
- Graphiques : compatible PAL, basé sur des composants TTL discrets. Graphiques bitmap avec une palette de 256 couleurs, prenant en charge 3 résolutions différentes avec 256x256x16 couleurs, 512x256x4 couleurs ou 1024x256x2 couleurs simultanées[4]. L'affichage n'a pas de mode texte car il utilise uniquement des graphiques bitmap. Cependant, les émulateurs de terminaux fournissaient des options de 40, 80 ou 160 par 25 caractères, chaque option utilisant l'un des trois modes. Tous les modes graphiques ont un défilement vertical matériel.
- Audio : Un générateur de sons polyphoniques AY-3-8912
- Stockage : Un ou deux lecteurs de disquettes 5¼ pouces intégrés
- Interfaces : deux ports série RS-232 , un port imprimante Centronics

Logiciel inclus :
- TIKO, un système d'exploitation compatible CP/M 2.2
- Une version de l'interpréteur de langage de programmation BBC BASIC
- Un interprète COMAL

Extensions facultatives :
- Un contrôleur de disque dur, remplaçant l'une des stations de disquettes par un disque dur de 8 Mo[5]
- Un concentrateur de réseau sur mesure qui a permis à jusqu'à 16 ordinateurs de se connecter en réseau, de partager des disques et des imprimantes. Le serveur était un Tiki-100 avec disque dur, exécutant le système d'exploitation MP/M, desservant jusqu'à 3 imprimantes différentes simultanément.

### Mise à niveau 8/16
Une mise à niveau 8/16 était possible, consistant en une carte CPU secondaire avec un processeur 8088 4MHz. Avec cette mise à niveau, la machine est capable d'exécuter TIKOS (un clone CP/M-86 ) et MS-DOS 2.11, avec une RAM étendue jusqu'à 736 Ko. Bien que fonctionnant sous MS-DOS, l'extension n'assure pas la compatibilité avec les PC. Lorsque les programmes sont exécutés sur le 8088, le CPU Z80 sert de processeur d'E/S, gérant les E/S de disque, les graphiques, etc.

### Révision D
Plus tard, un modèle compatible IBM PC basé sur l'Intel 8088 et fonctionnant sous MS-DOS a été créé, appelé de manière quelque peu confuse Tiki-100 Rev. D. En plus d'être compatible PC (y compris les graphiques compatibles CGA ), il contenait également un processeur Z80 de sorte qu'il pouvait exécuter le logiciel Tiki 100 d'origine, bien qu'avec une spécification graphique légèrement réduite en raison du CGA. Les deux processeurs partageaient le même bus et les programmes Z80 fonctionnaient toujours sous le système d'exploitation 8088.

## Tiki-200
Après l'échec commercial du Tiki-100 révision D, il a été remplacé par le Tiki-200. Il s'agissait d'un clone standard d'IBM PC, avec du matériel importé qui ne faisait aucune tentative pour maintenir la rétrocompatibilité avec le Tiki-100. Malgré ces tentatives d'adaptation au marché des ordinateurs personnels, Tiki-Data n'a pas pu maintenir une position stable sur ce marché en raison de la forte concurrence et a connu un déclin progressif. En 1996, la société ainsi que son déficit ont été rachetés par Merkantildata.